# 新選組群狼伝
『新選組群狼伝』（しんせんぐみぐんろうでん）は、2005年2月10日にセガから発売されたPlayStation 2用ゲームソフト。企画・開発はレッドカンパニー（後のレッド・エンタテインメント）が担当。

## 概要
新選組の沖田総司を操作して、新選組の隊士1人と組み、京都に蔓延る不逞浪士を退治していくアクションゲーム。
毎回沖田と帯同する隊員一名を選び、浪士と対すると瞬時に矢印が表示され、その方向にレバーを倒すと攻撃を交わし、隙ができて相手へカウンターの連続攻撃する見切りが攻撃の軸となる。ある程度ゲージが溜まると選んだ隊員との合体攻撃とボタンを順に押すことで発動する必殺技、一定時間攻撃力が上がる機能がついている。また、隊員選びにはステータス補助があり、例えば原田左之助を選ぶと攻撃力が大幅に上がるが防御力が下がる。
ストーリーはおおむね史実通りだが、一部のキャラクターに脚色が見られる。また、新選組幹部でも山南敬助など登場しない人物がいる。

## スタッフ
- 和月伸宏[1]（キャラクター原案）
- 松原秀典（キャラクターデザイン）
- 雨宮慶太（題字）

## 登場人物

### 新選組
- 沖田総司（声:川上とも子）
- 斉藤一（声:立木文彦）
- 近藤勇（声:玄田哲章）
- 土方歳三（声:子安武人）
- 原田左之助（声:関智一[2]）
- 永倉新八（声:三木眞一郎）
- 藤堂平助（声:浪川大輔）

### その他
- 岩田コウ（声:真田アサミ）- 沖田と惹かれあう女性。
- ナレーション（声:立木文彦）
- 藤田五郎　- エンディングでコウに沖田の消息の手がかりを教えた。

## 敵キャラ

### 芹沢派
- 新見錦（声:金光宣明）
- 平山五郎（声:大友龍三郎）
- 芹沢鴨（声:秋元羊介）

### 御陵衛士
- 伊東甲子太郎（声:関俊彦）
  - 一度は新選組に取り入るが後に尊攘派に寝返る。作中では坂本竜馬暗殺の直接の計画者。

### 不逞浪士
- 桂小五郎（声:置鮎龍太郎）
- 久坂玄瑞（声:関俊彦）
- 吉田稔麿（声:高橋広樹）
- 大山弥助（声:小林和矢）
- 西郷隆盛（声:永野広一）
  - 薩摩藩の指導者だが、作中では弟の信吾が影武者を務めていた。最終面の大阪城で信吾を倒すと本物が登場し、沖田と対決する。作中の本物は味方兵ごと城を吹き飛ばすよう命じた上、日本をアメリカに売り渡す計画を持っていた。
- 坂本竜馬（声:櫻井孝宏）
  - 薩長同盟結成に暗躍。沖田に追跡を受けるが逃走。作中では後に近江屋事件で岡田以蔵に殺害された。
- 岡田以蔵（声:関智一）
  - 沖田とは計4回対決する。作中では薩摩示現流の使い手とされる。坂本とは史実では土佐勤王党の仲間で、坂本のもとに一時身を寄せたりもしたが、作中では描かれていない。